# سلمان‌آباد (کهریزک)
سلمان‌آباد یک روستا در ایران است که در بخش کهریزک شهرستان ری در استان تهران واقع شده‌است.
اعضای شورای اسلامی روستای سلمان‌آباد عبارتند از مهندس مسعود معصومی کهنوج، حسین رئیسی، نورالله اصلانی

## جمعیت
این روستا در دهستان کهریزک قرار دارد و براساس سرشماری مرکز آمار ایران در سال ۱۳۸۵، جمعیت آن ۱۹۹ نفر (۳۵ خانوار) بوده‌است.